# Árbol de la vida (anatomía)
El arbor vitae (árbol de la vida en latín) es la sustancia blanca cerebelosa, llamada así por su aspecto ramificado y arborescente. En cierto modo, se parece más a un helecho y está presente en ambos hemisferios cerebelosos. Lleva información sensorial y motora hacia y desde el cerebelo. El arbor vitae está situado en la profundidad del cerebelo. Dentro del arbor vitae se encuentran los núcleos cerebelosos profundos: dentado, globoso, emboliforme y fastigial. Estas cuatro estructuras diferentes conducen a las proyecciones eferentes del cerebelo.

## Relacionado
El libro de Godfrey Blount de 1899 Arbor Vitae era "un libro sobre la naturaleza y el desarrollo del diseño imaginativo para uso de profesores y artesanos".

## Imágenes adicionales
- Vídeo de disección (1 min 14 s). Descripción del arbor vitae. (en inglés)

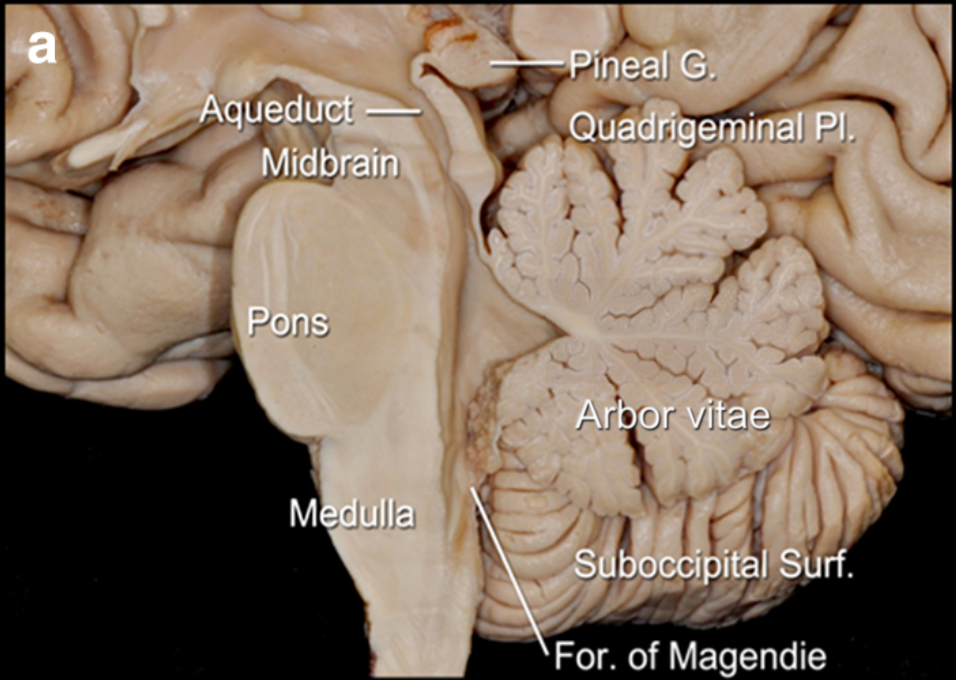
Sección sagital media del tronco encefálico.
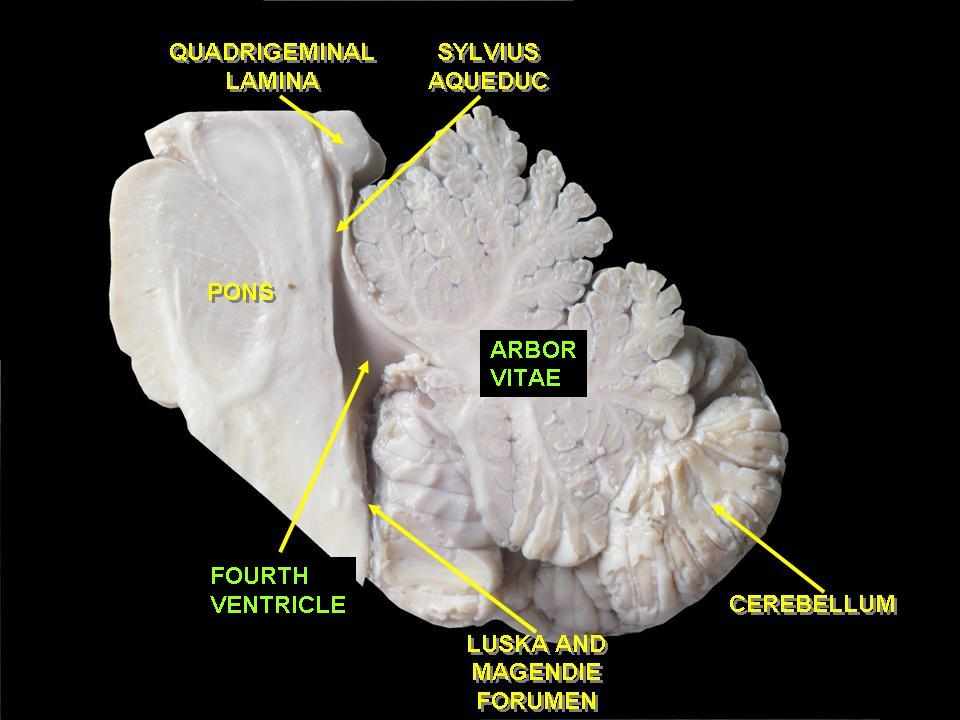
Sección sagital media del tronco encefálico. Arbor vitae etiquetado en el centro.
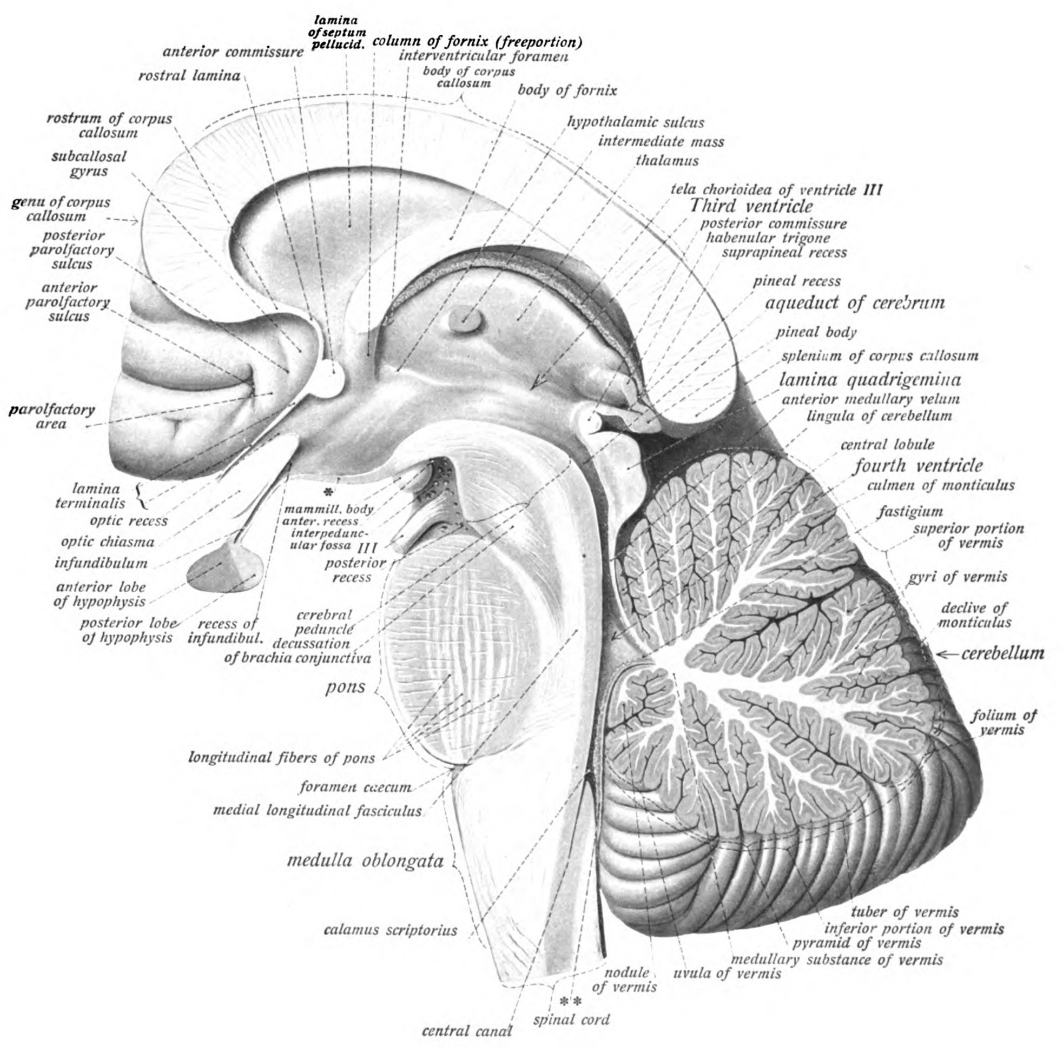
Sección sagital del tronco cerebral.
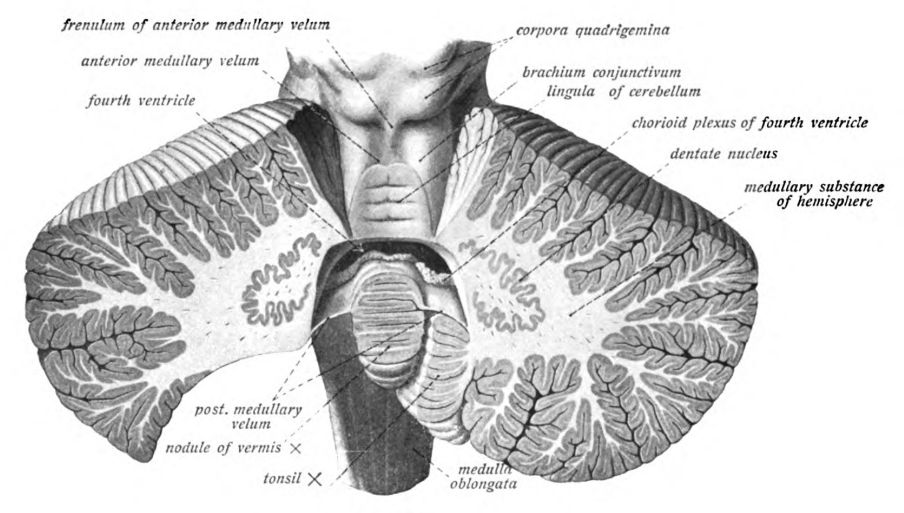
Sección coronal del cerebelo.
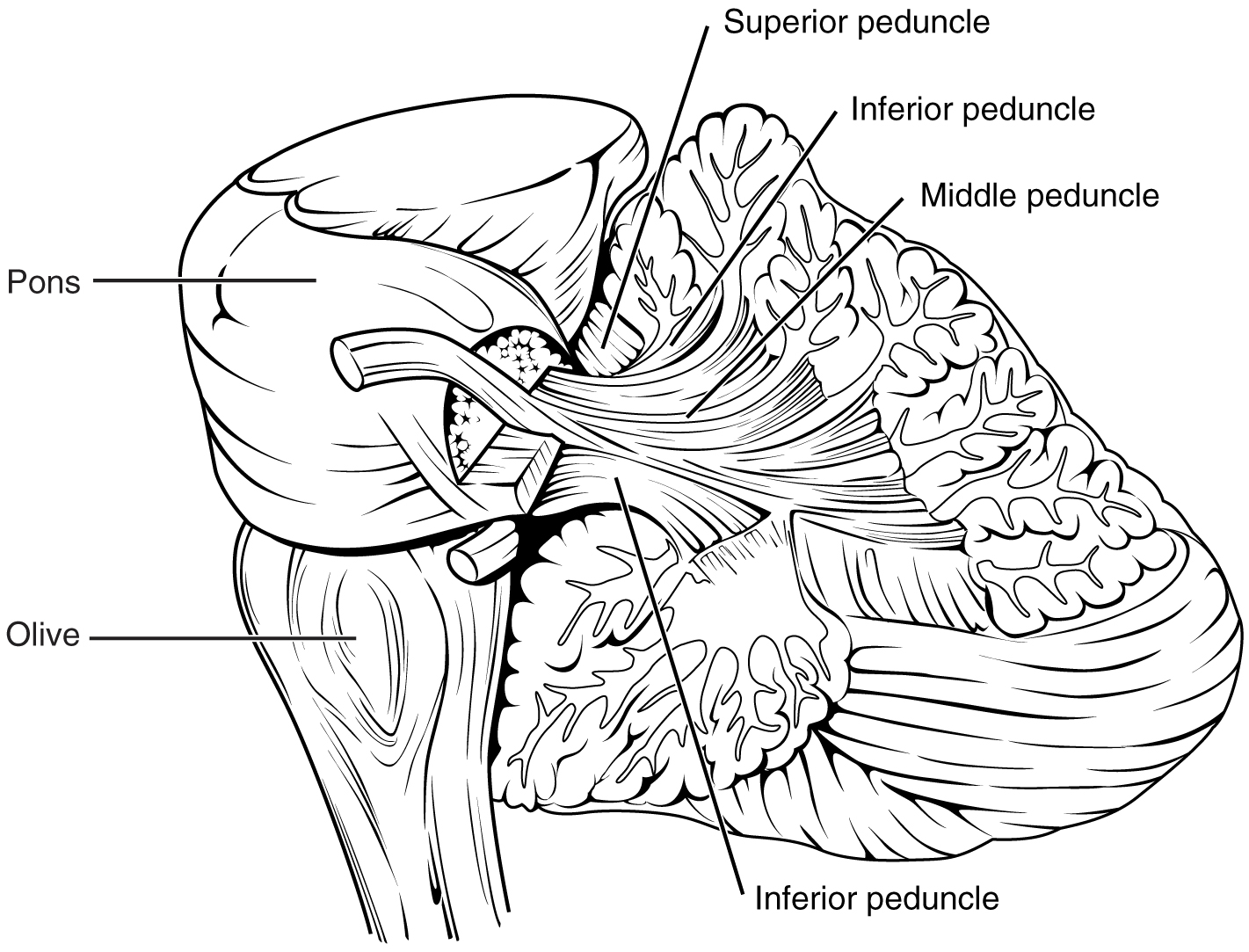
Arbor vitae y pedúnculos cerebelosos.